# 五歩一勇
五歩一 勇（ごぶいち いさむ、1943年 - 1995年）は東京府（現・東京都）出身のテレビプロデューサー。

## 来歴・人物
1967年に慶應義塾大学法学部政治学科卒業、日本テレビ入社。同期に吉岡正敏が居た。
入社後『シャボン玉ホリデー』制作班にADとして配属、その後経験を積んでディレクターに昇格し同番組の制作に携わる。
以降もディレクターならびにプロデューサーとして『紅白歌のベストテン』『おかしなおかしな60分!』『カックラキン大放送!!』『ピンク百発百中』『欽ちゃんの全日本仮装大賞』『木曜スペシャル』『今夜は最高!』（1985年、民間放送連盟最優秀賞）『素人バカ受けビデオ祭り』『コサキン勝手にごっこ』『やっぱりコント55号』『引っ越せますか』『モグモグGOMBO』など多数の番組の制作を手がける。
1994年に日本テレビを退社し、株式会社五歩一オフィス☆設立。

## エピソード
景山民夫の大学時代の先輩であり、景山を放送作家としてデビューさせた。景山の話によると、彼が初めて書いたコントの台本を五歩一に見せたところ、五歩一に全く使えないと判断され、その場で台本に火を付けられ燃やされたという。「その時は涙が出るほど悔しかったが、同時にプロとしての厳しさも知った」と当時を景山は述懐している。

## 著書
- 『シャボン玉ホリデー　スターダストを、もう一度 』（日本テレビ放送網、1995年）